# Segretario particolare del sommo pontefice
Il segretario particolare del sommo pontefice è colui che assiste il papa nell'ordinaria amministrazione del suo ufficio e che ha, in particolare, il compito di organizzare i suoi incontri e le sue visite. È obbligatoriamente un membro del clero, spesso un giovane prete appartenente al clero secolare. Dal 1970 al 2014 al segretario particolare si aggiungeva anche un secondo segretario.
Nel corso della sua storia la figura del segretario particolare è sempre stata abbastanza stabile ed era consuetudine che un segretario accompagnasse il papa in carica per tutta la durata del suo ministero (era anzi frequente che il prelato fosse suo collaboratore da prima dell'accesso al pontificato); papa Francesco, che per scelta personale non aveva un segretario da arcivescovo, una volta pontefice ha scelto di avvalersi di più segretari che rimanevano al suo servizio per un tempo determinato e che si alternavano al lavoro d'ufficio nell'arco della giornata (abbandonando la distinzione tra primo e secondo segretario).
Di seguito sono riportati i nomi di tutti i segretari particolari dal 1871 ad oggi.

## Cronotassi dei segretari particolari dei pontefici
- Giovanni Maria Zonghi † (1871 - 1878 cessato a causa del decesso del pontefice), con papa Pio IX
- Rinaldo Angeli † (1878 - 1903 cessato a causa del decesso del pontefice), con papa Leone XIII
- Giovanni Bressan † (1903 - 1914 cessato a causa del decesso del pontefice), con papa Pio X
- Attilio Bianchi † (1914 - 1917 ritirato), con papa Benedetto XV
- Carlo Confalonieri † (6 febbraio 1922 - 10 febbraio 1939 cessato a causa del decesso del pontefice), con papa Pio XI
- Robert Leiber † (2 marzo 1939 - 9 ottobre 1958 cessato a causa del decesso del pontefice), con papa Pio XII
- Loris Francesco Capovilla † (28 ottobre 1958 - 3 giugno 1963 cessato a causa del decesso del pontefice), con papa Giovanni XXIII
- Pasquale Macchi † (21 giugno 1963 - 6 agosto 1978 cessato a causa del decesso del pontefice), con papa Paolo VI
- Diego Lorenzi, F.D.P. (26 agosto 1978 - 28 settembre 1978 cessato a causa del decesso del pontefice), con papa Giovanni Paolo I
- Stanisław Dziwisz (16 ottobre 1978 - 2 aprile 2005 cessato a causa del decesso del pontefice), con papa Giovanni Paolo II
- Georg Gänswein (19 aprile 2005 - 28 febbraio 2013 cessato a causa della rinuncia del pontefice), con papa Benedetto XVI
- Alfred Xuereb (13 marzo 2013 - 17 aprile 2014 dimesso), con papa Francesco
- Fabián Pedacchio Leaniz (18 aprile 2014 - dicembre 2019 dimesso), con papa Francesco
- Yoannis Lahzi Gaid (18 aprile 2014 - 31 luglio 2020 dimesso), con papa Francesco
- Gonzalo Aemilius (26 gennaio 2020 - 6 agosto 2023 dimesso), con papa Francesco
- Fabio Salerno (1º agosto 2020[1] - 21 aprile 2025 cessato a causa del decesso del pontefice), con papa Francesco
- Daniel Pellizzon[2] (7 agosto 2023 - 21 aprile 2025 cessato a causa del decesso del pontefice), con papa Francesco
- Juan Cruz Villalón (2023 - 21 aprile 2025 cessato a causa del decesso del pontefice), con papa Francesco
- Edgard Iván Rimaycuna Inga, dall’8 maggio 2025, con papa Leone XIV

## Cronotassi dei secondi segretari particolari dei pontefici
- John Magee, S.P.S. (1970 - 8 febbraio 1982 nominato maestro delle celebrazioni liturgiche pontificie), con i papi Paolo VI, Giovanni Paolo I e Giovanni Paolo II
- Emery Kabongo Kanundowi (11 febbraio 1982 - 10 dicembre 1987 nominato arcivescovo, titolo personale, di Luebo), con papa Giovanni Paolo II
- Vincent Tran Ngoc Thu † (7 gennaio 1988 - 1996 ritirato), con papa Giovanni Paolo II
- Mieczysław Mokrzycki (1996 - 16 luglio 2007 nominato arcivescovo coadiutore di Leopoli), con i papi Giovanni Paolo II e Benedetto XVI
- Alfred Xuereb (12 settembre 2007 - 28 febbraio 2013 cessato a causa della rinuncia del pontefice), con papa Benedetto XVI
- Fabián Pedacchio Leaniz (aprile 2013 - 17 aprile 2014 nominato segretario particolare), con papa Francesco

## Galleria d'immagini

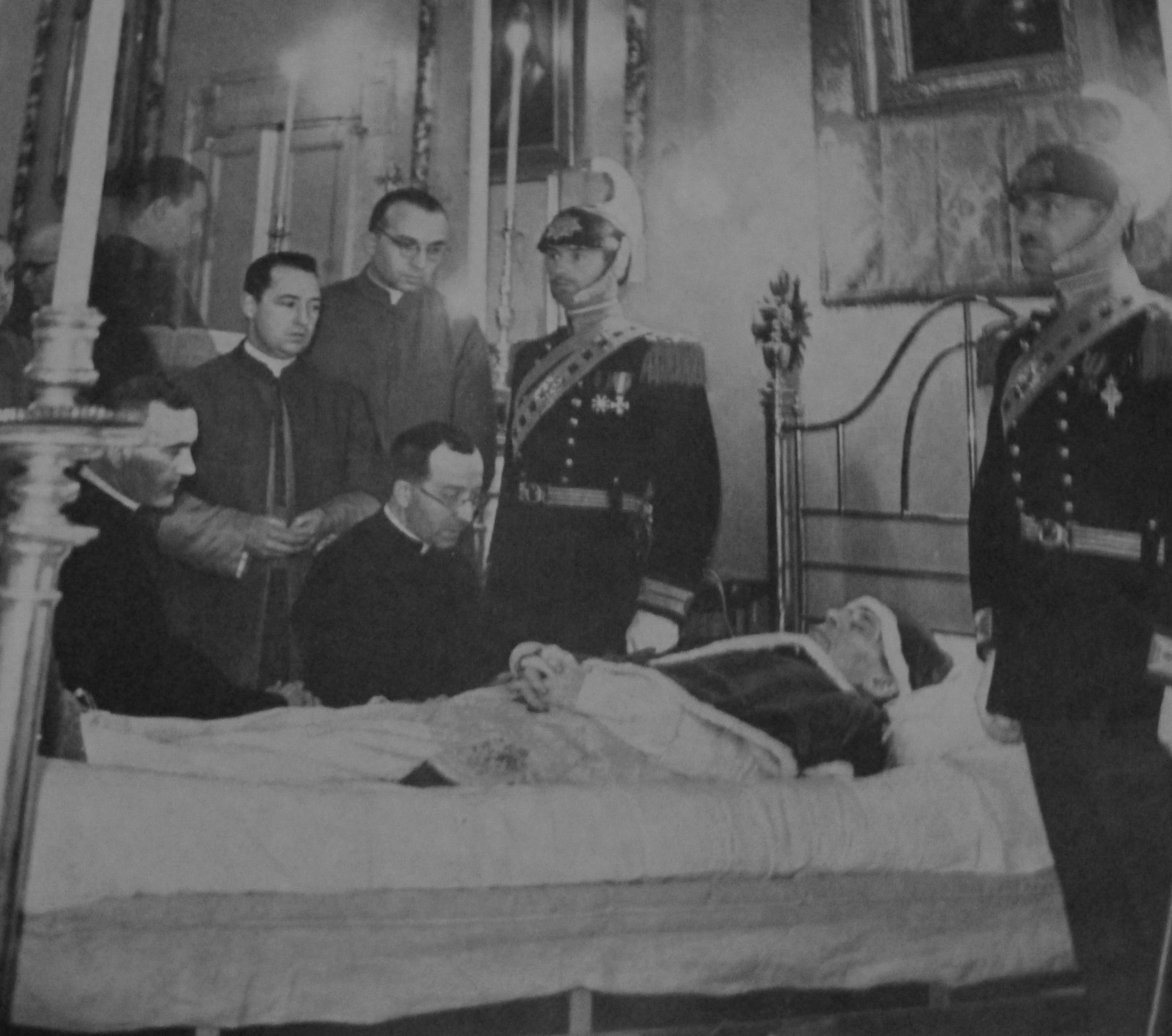
Carlo Confalonieri e Diego Venini (inginocchiati) in morte di papa Pio XI
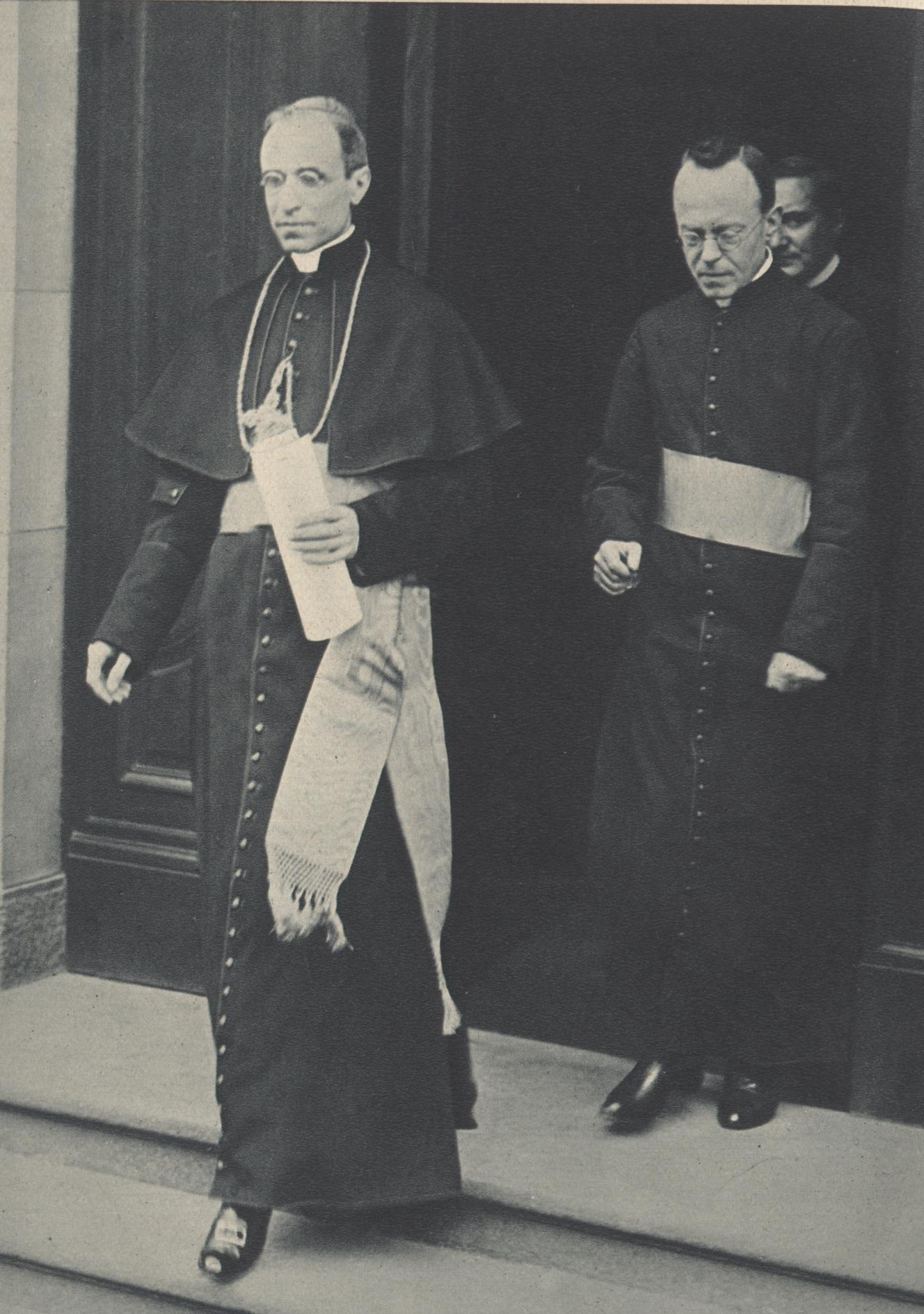
Robert Leiber con Eugenio Pacelli, il futuro papa Pio XII
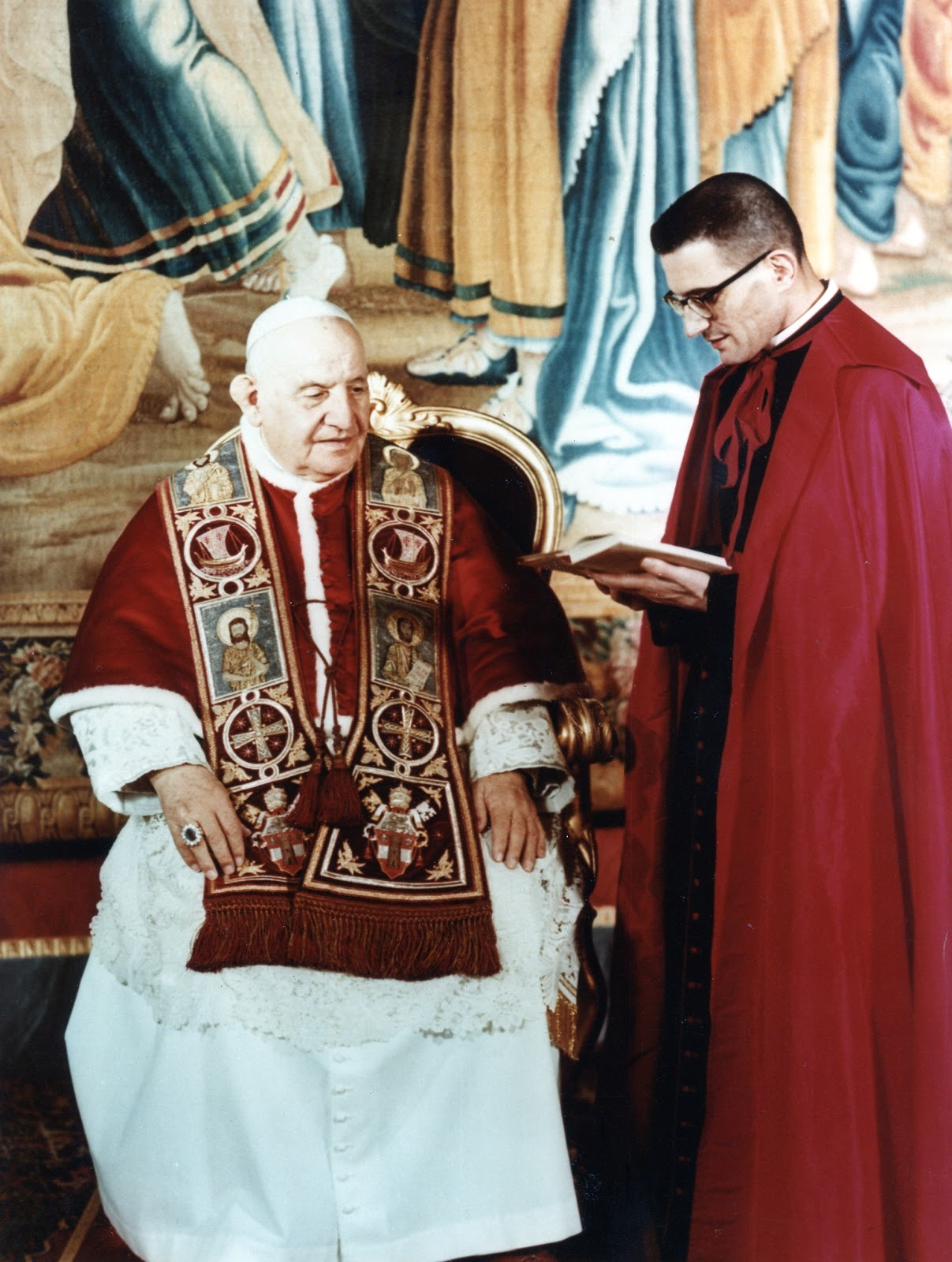
Loris Francesco Capovilla con papa Giovanni XXIII
Pasquale Macchi (a sinistra) con papa Paolo VI
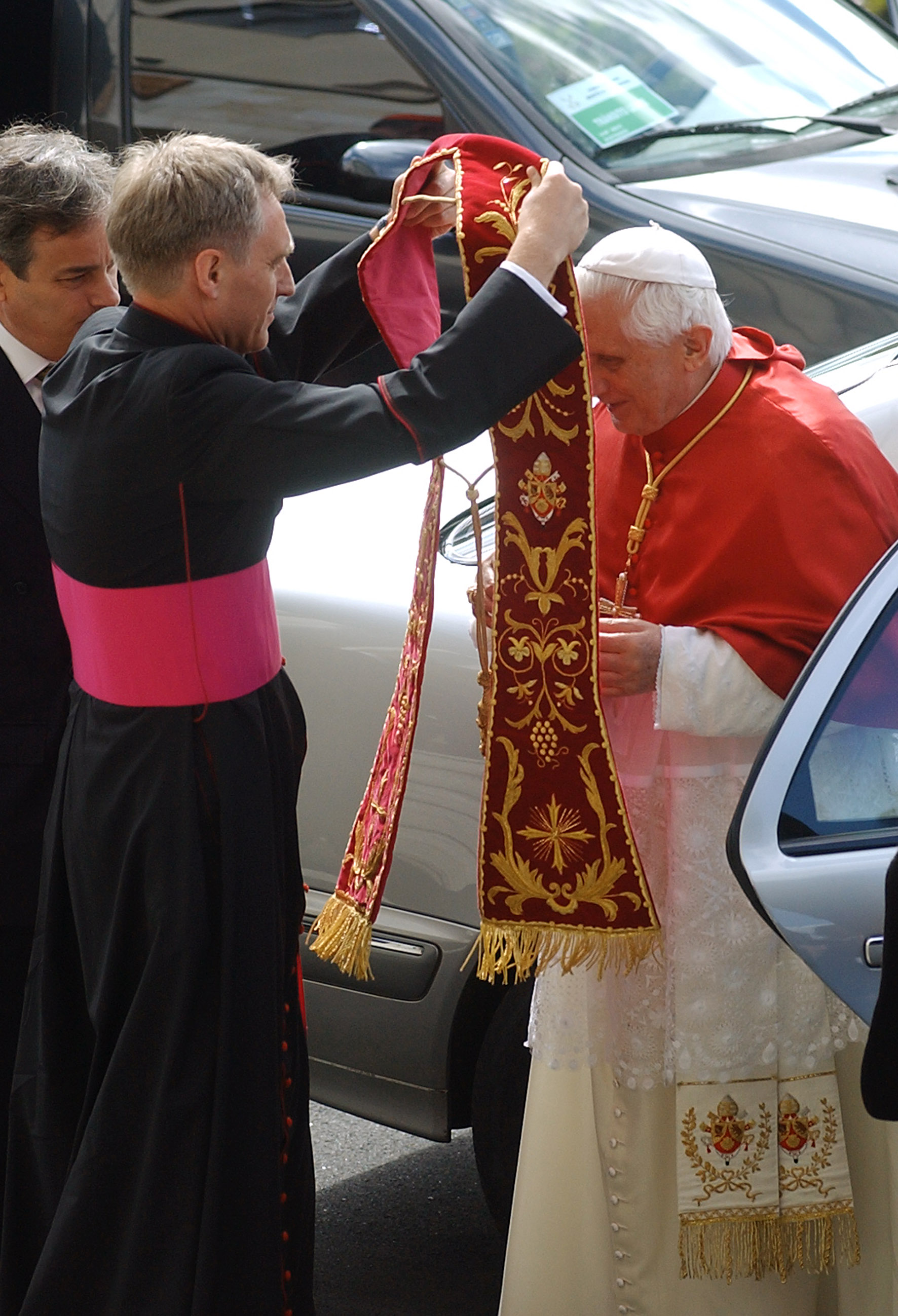
Georg Gänswein con papa Benedetto XVI